# Hydrophis zweifeli
Hydrophis zweifeli là một loài rắn trong họ Rắn hổ. Loài này được Kharin mô tả khoa học đầu tiên năm 1985.